# Naucles tibialis
Naucles tibialis är en skalbaggsart som beskrevs av Champion 1891. Naucles tibialis ingår i släktet Naucles och familjen ristbaggar. Inga underarter finns listade i Catalogue of Life.